# Ekow Eshun
Ekow Eshun (Londres, 1968) es el director artístico del Insitut of Contemporary Arts de Londres (ICA). Es uno de los comentaristas culturales más destacados del Reino Unido y una figura galardonada de la radio y la televisión. Suele presentar el “Newsnight Review” de la BBC, y colabora en publicaciones como The Guardian, The Observer, The Sunday Times, Vogue y News Statement. De 1996 a 1999 Eshun fue editor de la revista Arena, convirtiéndose, cuando tomó posesión del cargo a la edad de 28 años, en el editor más joven de una revista para hombres. Previamente fue editor adjunto de la revista The Face. En el año 1999 fue nombrado Editor del Año en los premios otorgados por la Sociedad Británica de Editores de Revistas. Es el autor de las memorias Black Gold of the Sun: Searching for home in Africa and England (Penguin, 2005). Descritas por el diario The Independent como “escandalosamente brillantes, honestas y estremecedoras”, en el año 2006 fueron nominadas para el Premio Orwell de literatura política. En el año 2005 fue nombrado director artístico del ICA, y en el año 2006 fue galardonado con el doctorado honoris causa por la Universidad Metropolitana de Londres por su aportación a las artes. En el año 2007 el diario New Nation lo consideró una de las cincuenta personalidades más influyentes del Reino Unido. Eshun es miembro del consejo directivo de la Universidad de las Artes (Londres). También forma parte del Fourth Plinth Commissioning Group de Trafalgar Square y del Fórum Asesor en Cultura y Creatividad para los juegos olímpicos de Londres. Es licenciado en Ciencias Políticas e Historia por la London School of Economics.